# Guillaume Katz
Guillaume Katz (* 14. Februar 1989 in Lausanne) ist ein Schweizer ehemaliger Fussballspieler.

## Karriere

### Verein
Katz stammt aus der Jugend des FC Echichens und wechselte auf der C-Juniorenstufe zum FC Lausanne-Sport. 2007 wechselte er zum ES FC Malley in die 1. Liga. Danach spielte er für eine Saison bei Stade Nyonnais, bevor er zu seinem Jugendverein Lausanne-Sports zurückkehrte. Dort spielte er danach bis Sommer 2015, als er nach sechs Jahren keinen neuen Vertrag mehr erhielt und zum FC Winterthur wechselte.